# 난 니가 부러워
《난 니가 부러워》는 2003년 8월 29일에 MBC에서 방영한 베스트극장이다.

## 등장 인물

### 주요 인물
- 김윤경 : 영은 역
- 이유진 : 혜정 역 - 잡지사 기자

### 그 외 인물
- 조상기
- 김홍석
- 유승민
- 단강호
- 오협
- 김경환 (아역)